# فرحاد خليلوف
فرحاد قوربان أوغلو خليلوف - (بالأذرية: Fərhad Xəlilov) رسام أذربيجاني وصوفيتي، حائز على لقب فخري رسام الشعب في جمهورية أذربيجان (2002)، رئيس اتحاد الفنانين الأذربيجانيين (1987).

## سيرة ذاتية
ولد فرحاد خليلوف في عام 1946 بباكو. تلقى تعليمه في مدرسة للفنون إسمه عزيم عزيمزاده، ثم واصل تعليمه في مدرسة للفنون بموسكو وبين 1969-1975 في معهد موسكو للطباعة.
في 1987 فرحاد خليلوف تم انتخاب رائسا لاتحاد الفنانين الأذربيجانيين.
تم عرض أعمال الرسام عدة مرات في بلدان الاتحاد السوفيتي السابق وأوروبا. 
في عام 2006، حصل الفنان الشعبي الأذربايجاني فرحاد خليلوف على وسام للخدمات التي قدمها لتطوير الثقافة الأذربيجانية. 

## وسام
- وسام «شهرة»(25 أوكتبرا، لعام 2006)
- وسام الشرف (25 أوكتبرا، عام 2016)

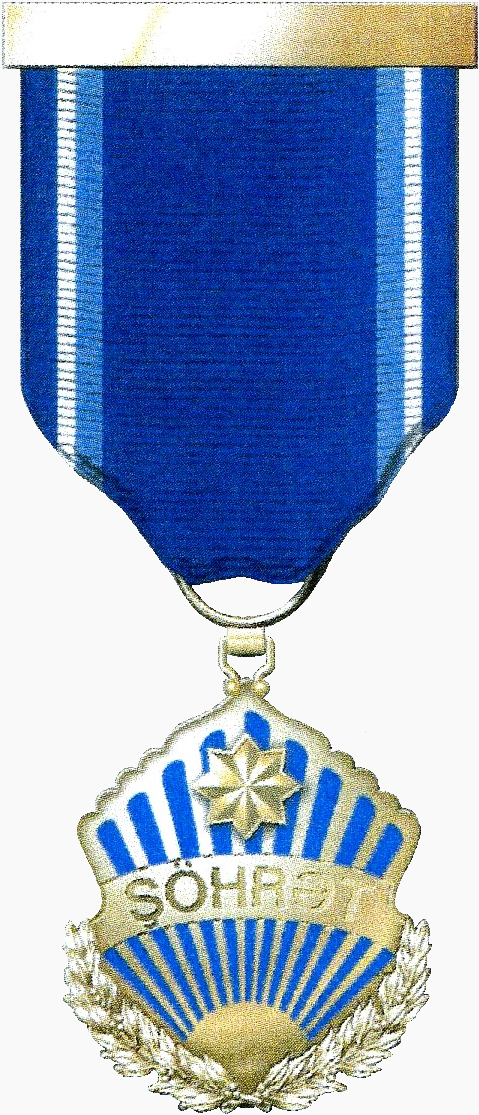

- رسام الشعب في جمهورية أذربيجان (30 مايو، عام 2002)